# AMX
AMX是美国一家视频切换和控制设备制造商，是三星电子旗下哈曼国际工业的子公司。
1982年，斯科特·D·米勒（Scott D. Miller）创立了AMX公司。AMX從幻灯片投影仪遥控器起家。1988年，AMX发明了世界上第一台用于房间自动化的触摸屏。2014年3月21日，哈曼国际工业以3.65亿美元收购AMX。          